# Полверара
Полверара (итал. Polverara) је насеље у Италији у округу Падова, региону Венето.
Према процени из 2011. у насељу је живело 2283 становника. Насеље се налази на надморској висини од 5 м.

## Становништво
Према резултатима пописа становништва 2011. у општини је живело 3.104 становника.
| 1931. | 1936. | 1951. | 1961. | 1971. | 1981. | 1991. | 2001. | 2011. |
| ----- | ----- | ----- | ----- | ----- | ----- | ----- | ----- | ----- |
| 2.584 | 2.752 | 2.502 | 2.113 | 2.091 | 2.283 | 2.271 | 2.345 | 3.104 |